# アラビア語モロッコ方言
アラビア語モロッコ方言（英: Moroccan Arabic）は、アラビア語の口語（アーンミーヤ）のひとつで、マグリブ方言に分類される言語。モロッコで話されている。ダリジャ（Darija）とも呼ばれる。

## 特徴
モロッコ方言を含むマグリブのアーンミーヤは、ベルベル語を基層言語としており、その影響を受けている。
モロッコではアラビア語がベルベル語とともに公用語である。モロッコ特有のこの方言は正則アラビア語とは遠いため、他地域のアラビア語圏の人々に対して、正則アラビア語、またはエジプト方言を用いる。

アラビア語の口語（アーンミーヤ）の方言地図